# Marcel Arland
Marcel Arland (Varennes-sur-Amance (Alt Marne), 5 de juliol de 1899 – Saint-Sauveur-sur-École (Sena i Marne), 12 de gener de 1986) fou un novel·lista, assagista, crític literari i guionista francès.
El seu estil literari es va veure influït per escriptors pertanyents al grup dels moralistes francesos, com Blaise Pascal.
El 1929, Marcel Arland va guanyar el Premi Goncourt per la seva obra literària "L'ordre", i el 1968 fou admès a l'Acadèmia francesa.

## Obres
- 1923 - Terres étrangères
- 1925 - Étienne
- 1926 - Monique
- 1927 - Les Âmes en peine
- 1929 - L'Ordre (Premi Goncourt)
- 1932 - Antarès
- 1934 - Les Vivants
- 1935 - La Vigie
- 1937 - Les Plus Beaux de nos jours
- 1938 - Terre natale
- 1941 - La Grâce
- 1944 - Zélie dans le désert
- 1947 - Il faut de tout pour faire un monde
- 1949 - Sidobre
- 1952 - Essais et nouveaux essais critiques
- 1960 - Je vous écris...
- 1960 - L'Eau et le feu
- 1963 - Je vous écris... La nuit et les sources
- 1965 - Le Grand Pardon
- 1970 - Attendez l'aube